# Deltotaria philia
Deltotaria philia är en mångfotingart som först beskrevs av Chamberlin 1949.  Deltotaria philia ingår i släktet Deltotaria och familjen Xystodesmidae. Inga underarter finns listade i Catalogue of Life.